# Günther Knödler
Ernst Günther Jakob Knödler (* 10. Januar 1925 in Püttlingen; † 3. August 1996 in Völklingen) war ein deutscher Fechter, der für das Saarland antrat.

## Karriere
Günther Knödler nahm für das Saarland an den Olympischen Spielen 1952 in Helsinki teil. Er trat sowohl mit dem Florett als auch mit dem Säbel jeweils in der Einzel- und der Mannschaftskonkurrenz an, kam aber in keinem Wettbewerb über die erste Runde hinaus. Zudem war er 1955 Teilnehmer der Weltmeisterschaften.
Knödler begann beim TV 1878 Völklingen mit dem Fechten. Von 1954 bis 1958 focht er für den MTV Neunkirchen, für den er 1955 den zweiten Platz bei der Deutschen Meisterschaft der Säbelfechter belegte. 1955 und 1957 wurde er zudem saarländischer Meister im Florett-Einzel.